# Hans-Georg Hildebrandt
Hans-Georg Hildebrandt (Fraustadt, 15 giugno 1896 – Francoforte sul Meno, 31 gennaio 1967) è stato un generale tedesco.

## Biografia
Entrato nell'esercito imperiale tedesco come alfiere del reggimento di fucilieri del conte Blumenthal n.36 il 10 agosto 1914 allo scoppio della prima guerra mondiale, il 21 dicembre di quello stesso anno divenne aiutante del III battaglione del suo reggimento, per poi essere posto in riserva. Il 3 gennaio 1916 venne richiamato all'interno della 113ª divisione di fanteria e divenne poco dopo ufficiale d'ordinanza, ottenendo il 27 luglio di quello stesso anno il comando della 13ª compagnia del reggimento di fucilieri Blumenthal.
Il 20 maggio 1917 venne trasferito alla compagnia di telefonisti dell'esercito ove divenne comandante il 10 ottobre di quello stesso anno, venendo impiegato dal 1918 a Floresse presso Namur. Dal 1921 venne trasferito nel nuovo 3º battaglione motorizzato prussiano.
Dal 1º maggio 1935 venne trasferito allo staff dell'ispettorato regionale di stanza a Königsberg e dal 2 luglio dell'anno successivo divenne comandante della 1. Panzerdivision. Il 10 novembre 1938 venne promosso Tenente Colonnello e venne assegnato allo staff del XV corpo d'armata, venendo poi assegnato al XXXIX corpo d'armata, prendendo parte nel 1939 all'invasione della Polonia che diede l'avvio alla seconda guerra mondiale e dal 1940 prese parte anche all'invasione della Francia e dei Paesi Bassi. Dal 20 luglio 1940 venne nominato Colonnello ed entrò a far parte così del coordinamento dell'operazione "Felix" che aveva l'intento di invadere Gibilterra per ottenere il controllo dell'accesso al Mediterraneo. Nel 1941 venne trasferito sul fronte orientale prendendo parte all'Operazione Barbarossa. Fatto prigioniero dai russi, venne liberato dai tedeschi e venne posto nella riserva.
Dal 1º gennaio 1943 venne delegato al comando del 21. Panzerdivision di stanza nel Nord Africa a seguito della morte del generale Heinz von Randow presso Tripoli. Durante la sua direzione delle operazioni, la sua divisione si scontrò con la 1st Armoured Division americana nella Battaglia di Sidi bou Zid e nei combattimenti presso Thala e Tébessa e nella Battaglia di Passo Kasserine. Ammalatosi, dovette cedere il comando al Colonnello Heinrich-Hermann von Hulsen che venne costretto ad arrendersi agli inglesi per l'incalzare continuo delle forze alleate. Nel frattempo aveva raggiunto il rango di Generalleutnant.
Dal 1944 venne destinato all'Italia ove ebbe il comando della Divisione fanteria di marina Xª, guidata dal generale di divisione Amilcare Farina operando in Lombardia. Quando la situazione si stava complicando anche in Italia, cercò di riparare in Germania venendo catturato dagli inglesi il 3 maggio 1945 presso il Lago di Garda, per poi essere trasferito al campo di prigionia di Rimini ove venne liberato il 2 ottobre 1947. Rilasciato dalla prigionia, si ritirò a vita privata morendo nel 1967 a Francoforte sul Meno.